# Bandiera di Cipro
L'attuale bandiera cipriota fu adottata il 16 agosto 1960 quando fu redatta una costituzione per Cipro, che diventò ufficialmente uno Stato indipendente. La bandiera fu progettata dall'insegnante d'arte turco-cipriota Ismet Güney. Il disegno originario ha subito una leggera modifica nel 2006.
La bandiera presenta al centro la sagoma dell'isola di Cipro, con sotto due ramoscelli d'ulivo, simbolo della pace, su uno sfondo totalmente bianco, altro simbolo di pace. I rami di ulivo stanno a significare la pace raggiunta tra i turchi e i greci. La sagoma dell'isola è color rame, per richiamare la presenza nel territorio dei numerosi giacimenti del minerale, del quale è una delle risorse economiche principali.
Fu scelta dal presidente Makarios III fra tante proposte che sembravano le più neutrali e portatrici di speranze di pace; l'assenza dei colori delle bandiere greca e turca pesò probabilmente sulla scelta.
In seguito all'invasione turca di Cipro nel 1974, la comunità turco-cipriota ha adottato prima la bandiera turca e dieci anni dopo una propria bandiera, sulla foggia di quest'ultima.
È usata come bandiera di comodo.
Solo un altro vessillo nazionale ha scelto d'indicare sul telo la sagoma del Paese. Ma si tratta di uno Stato europeo non ancora riconosciuto da tutti i Paesi del mondo: il Kosovo. Inoltre, fino a qualche decennio fa, anche il Bangladesh e la Cambogia avevano una bandiera con sopra disegnata la sagoma del Paese.

## Creazione
Prima dell'introduzione della bandiera cipriota, erano utilizzate le bandiere della Grecia, nella parte greca dell'isola, e della Turchia, in quella turca.
In base alla Costituzione cipriota, la nuova bandiera statale non avrebbe dovuto includere né i colori (blu e rosso), né i simboli confessionali (croce e mezzaluna), presenti nelle bandiere greca e turca. Tutti i partecipanti evitarono deliberatamente l'uso di questi quattro elementi, nel tentativo di promuovere l'unità tra le comunità che abitano l'isola. L'attuale bandiera fu frutto di un concorso di progettazione avvenuto nel 1960. Nella versione adottata tra aprile e agosto 1960, la sagoma dell'isola di Cipro non era completamente colorata ma ne erano ritratti solo i bordi.

## Usi
Secondo la costituzione di Cipro, la bandiera del Cipro può essere esposta dalle istituzioni statali, dagli enti pubblici e dai cittadini del paese. Le istituzioni statali, gli enti pubblici e le aziende possono esporre la bandiera di Cipro insieme alla bandiera della Grecia e/o alla bandiera della Turchia. I privati cittadini possono esporre la bandiera di Cipro insieme alla bandiera greca e/o la bandiera turca.
Nonostante la neutralità della sua foggia, la bandiera cipriota è spesso utilizzata solo dai greco-ciprioti, dal momento che i turco-ciprioti l'associano con il dominio greco sulla Repubblica di Cipro. Dal 1984, la Repubblica Turca di Cipro del Nord ha adottato la bandiera di Cipro del Nord.

Bandiera di Cipro del Nord.

## Bandiere storiche

Bandiera del Regno di Cipro (XV secolo)
Bandiera del Protettorato britannico di Cipro (1881-1922)
Bandiera del Colonia britannica di Cipro (1922-1960)
Prima bandiera della Repubblica di Cipro (1960)
Versione della bandiera cipriota precedente a quella attuale (1960-2006)
La bandiera di Cipro proposta dalle Nazioni Unite nell'ambito del Piano Annan (2004).